# Ceratobatrachinae
De Ceratobatrachinae zijn een onderfamilie van kikkers uit de familie Ceratobatrachidae. De wetenschappelijke naam van de groep werd in 1884 voorgesteld door George Albert Boulenger.
De bijna honderd soorten worden verdeeld over twee geslachten. De soorten komen voor in het Oriëntaals en het Australaziatisch gebied, van de Filipijnen en de Molukken tot aan Fiji.

## Geslachten
- Cornufer
- Platymantis – Rimpelkikkers